# IFITM3
A Proteína transmembranar induzida por interferon 3 (IFITM3) é uma proteína que em seres humanos é codificada pelo gene IFITM3.

## Pesquisa para uso médico
Em condições naturais, IFITM3 é produzida em grandes quantidades apenas depois de um vírus está presente, de modo que pode reduzir a gravidade da infecção. Entretanto, pesquisadores descobriram uma maneira de desencadear uma resposta preventiva a uma infecção da gripe, sem qualquer ajuda da metodologia usual. A descoberta, em ambas as células de rato e humanos, sugere que a manipulação do processo natural pode ser um dia uma forma alternativa para não somente reduzir a gravidade da gripe, mas evitar a infecção por completo, simplesmente se elevando o nível de IFITM3 que é conhecida por ser eficaz contra todas as linhagens de influenza já testadas. A proteína também ajuda a criar imunidade ao vírus influenza A (H1N1), vírus do Nilo ocidental, e vírus da dengue.